# Сан Джовани ин Фиоре
Сан Джова̀ни ин Фио̀ре (на италиански: San Giovanni in Fiore, на местен диалект Sangiuvanni, Санджувани) е град и община в Южна Италия, провинция Козенца, регион Калабрия. Разположен е на 1119 m надморска височина. Населението на общината е 17 591 души (към 2013 г.).